# 栗山民也
栗山 民也（くりやま たみや、1953年1月15日 - ）は、日本の舞台演出家。東京都町田市出身。
妻は女優の中川安奈（1992年結婚。2014年死別）。日本演出者協会会員。

## 略歴
- 1975年、早稲田大学第一文学部演劇学科卒業。
- 1980年、サミュエル・ベケット『ゴドーを待ちながら』が初演出を手掛ける。
- 1983年、斎藤憐『グレイクリスマス』を本多劇場で演出家として本格デビューを果たす。
- 1996年、『GHETTO ゲットー』（ジョシュア・ソボル作）の演出で紀伊国屋演劇賞、読売演劇大賞最優秀演出家賞、芸術選奨新人賞を受賞。
- 1998年、新国立劇場芸術参与
- 1999年、『エヴァ・帰りのない旅』（ダイアン・サミュエルズ作）で毎日芸術賞、第1回千田是也賞、読売演劇大賞最優秀演出家賞受賞。
- 2000年、新国立劇場演劇部門芸術監督に就任し、2007年8月まで務める。
- 2002年、第1回朝日舞台芸術賞舞台芸術賞受賞
- 2005年、新国立劇場演劇研修所所長を務める。『喪服の似合うエレクトラ』（ユージン・オニール作）で朝日舞台芸術賞グランプリ受賞。
- 2012年、『ピアフ』で芸術選奨文部科学大臣賞受賞[3]。
- 2013年、紫綬褒章受章。
- 2014年、『木の上の軍隊』『マイ・ロマンティック・ヒストリー〜カレの事情とカノジョの都合〜』『それからのブンとフン』の演出の成果に対して、第39回菊田一夫演劇賞・演劇賞を受賞[4]。
- 2023年、旭日小綬章受章[5][6]。
- 2025年、第50回菊田一夫演劇賞・大賞を受賞[7]。

## 主な演出作品
- 『ゴドーを待ちながら』（1980年）[8]
- 『バタフライはフリー』（1991年、1992年 - 1993年）
- 『NEVER SAY DREAM』（1994年）
- 幹の会『オセロー』（1995年）
- アトリエダンカン『阿国』（1995年）
- アトリエ・ダンカン『青空のある限り』（1996年）
- 『GHETTO/ゲットー』（1996年）
- 東宝『深川しぐれ』（1997年）
- 『海の沸点』（1997年）
- こまつ座『黙阿弥オペラ』（1997年、2000年、2010年）
- ひょうご舞台芸術『エヴァ、帰りのない旅』（1998年）
- 東宝『花迷宮』（1998年）
- 東宝『本郷菊富士ホテル』（1998年）
- こまつ座『貧乏物語』（1998年）
- ひょうご舞台芸術『メッカへの道〜ロード・トゥー・メッカ』（1998年）
- 新国立劇場『音楽劇 ブッダ』（1998年）
- 新国立劇場『少年H』（1999年）
- 東宝『花も嵐も』（1999年）
- 新国立劇場『夜への長い旅路』（2000年）
- 東宝『雪まろげ』（2000年）
- 新国立劇場『欲望という名の電車』（2000年）
- ひょうご舞台芸術『水の記憶』（2000年、2010年）
- 芸術座『新橋ラプソディー』（2001年）
- 新国立劇場『ピカドン・キジムナー』（2001年）
- 新国立劇場『夢の裂け目 東京裁判三部作 第一部』（2001年、2010年）
- こまつ座『闇に咲く花』（2001年、2012年）
- 関西テレビ『クリスマス・ボックス』（2001年）
- 新国立劇場『ワーニャおじさん』（2002年）
- 新国立劇場『桜の園』（2002年）
- 新国立劇場『浮標』（2003年）
- 新国立劇場『涙の谷、銀河の丘』（2003年）
- 新国立劇場『夢の泪 東京裁判三部作 第二部』（2003年、2010年）
- 新国立劇場『世阿弥』（2003年）
- こまつ座『太鼓たたいて笛ふいて』（2002年、2004年、2008年、2014年）
- 俳優座『ハロー・アンド・グッドバイ』（2004年）
- こまつ座『花よりタンゴ』（2004年）
- 新国立劇場『胎内』（2004年）
- 新国立劇場『喪服の似合うエレクトラ』（2004年）
- 『トスカ』（2005年）
- 新国立劇場『箱根強羅ホテル』（2005年）
- こまつ座『国語元年』（2005年）
- 東宝『ツキコの月 そして、タンゴ』（2005年）
- 新国立劇場『母・肝っ玉とその子どもたち-三十年戦争年代記』（2005年）
- ひょうご舞台芸術『獅子を飼う―利休と秀吉』（2006年）
- 新国立劇場『夢の痂 東京裁判三部作 第三部』（2006年、2010年）
- 東宝『マリー・アントワネット』（2006年、2009年）
- こまつ座『私はだれでしょう』（2007年）
- 新国立劇場『CLEANSKINS／きれいな肌』（2007年）
- 新国立劇場『氷屋来たる』（2007年）
- こまつ座『ロマンス』（2007年）
- 明治座『眉山〜びざん〜』（2007年）
- 新国立劇場『リハーサルルーム』（2008年）
- わらび座ミュージカル『火の鳥－鳳凰編－』（2008年）
- ホリプロ『かもめ』（2008年）
- 新国立劇場『まほろば』（2008年）
- こまつ座『闇に咲く花』（2008年）
- 新国立劇場『朗読劇 少年口伝隊一九四五』（2008-2011年）
- 新国立劇場『珊瑚囁』（2009年）
- 松竹『赤い城 黒い砂』（2009年）
- こまつ座『きらめく星座 』（2009年、2014年、2017年、2020年）[9]
- ホリプロ『ブラックバード』（2009年）
- ホリプロ『炎の人－ゴッホ小伝－』（2009年、2011年）
- PARCO劇場『海をゆく者』（2009年）
- こまつ座『組曲虐殺』（2009年、2012年）
- メジャーリーグ『ジョン・ガブリエルと呼ばれた男』（2010年）
- ホリプロ『ロックンロール』（2010年）
- パソナ『イリアス』（2010年）
- 松竹『カエサル－ローマ人の物語より－』（2010年）
- ル・テアトル銀座『舞台りんご 木村秋則物語』（2010年）
- 新国立劇場オペラ『夕鶴』『蝶々夫人』（2011年）
- こまつ座『日本人のへそ』（2011年）
- わらび座ミュージカル『おもひでぽろぽろ』（2011年）
- 新国立劇場『雨』（2011年）
- ホリプロ『太陽に灼かれて』（2011年）
- こまつ座『キネマの天地』（2011年）
- ホリプロ『スリル・ミー』（2011年 - 2012年）
- 東宝『ピアフ』（2011年、2013年、2016年、2018年、2022年）
- アトリエ・ダンカン『ア・ソング・フォー・ユー』監修（2011年）
- 東宝『ハムレット』（2012年）
- シス・カンパニー『朗読 宮沢賢治が伝えること』（2012年）[10]
- こまつ座『藪原検校』（2012年）
- 紀伊国屋サザンシアター『闇に咲く花』（2012年）
- こまつ座＆ホリプロ『木の上の軍隊』（2013年、2016年、2019年）
- 『ブッダ』（2013年）
- PARCO劇場『海をゆく者』（2014年）
- ホリプロ『デスノート The Musical』（2015年、2017年、2020年）
- 『もとの黙阿弥』（2015年）[11]
- 『オレアナ』（2015年）[12]
- 『アドルフに告ぐ』（2015年）
- シス・カンパニー『アルカディア』（2016年）[13]
- 「母と惑星について、および自転する女たちの記録」（2016年、2019年）[14]
- 『頭痛肩こり樋口一葉』（2016年）[15]
- DISGRACED／ディスグレイスト -恥辱-（2016年）[16]
- 『あわれ彼女は娼婦』（2016年）[17]
- 『鱈々（だらだら）』（2016年）[18]
- 地人会新社 第6回公演「豚小屋」（2017年） 翻訳・演出[19]
- 『蝶々夫人』（2017年）[20]
- こまつ座『私はだれでしょう』（2017年、2020年）[21]
- サンライズプロモーション東京『フェードル』（2017年、2021年）[22]
- 『にんじん』（2017年）[23]
- 『トロイ戦争は起こらない』（2017年）[24]
- パルコ・プロデュース『アンチゴーヌ』（2018年）[25]
- こまつ座＆世田谷パブリックシアター『シャンハイムーン』（2018年）[26]
- シス・カンパニー『ヘッダ・ガブラー』（2018年）[27]
- 『夢の裂け目』（2018年）[28]
- ホリプロ『アンナ・クリスティ』（2018年）[29]
- こまつ座『母と暮せば』（2018年、2021年）[30]
- 『SHINOBU avec PIAF 2018-2019』（2018年）
- パルコ・プロデュース『チルドレン』（2018年）[31]
- ホリプロ『スリル・ミー 』（2018年 - 2019年、2021年）[32]
- パソナ『チャイメリカ』（2019年）[33]
- 『母と惑星について、および自転する女たちの記録
- ミュージカル『ハル』（2019年）[34]
- パルコ・プロデュース『人形の家 Part2』（2019年）[35]
- 新国立劇場 高校生のためのオペラ鑑賞教室 2019『蝶々夫人』（2019年）
- 地人会新社『リハーサルのあとで』（2019年）[36]
- こまつ座＆ホリプロ『組曲虐殺』（2019年）[37]
- ホリプロ『カリギュラ』（2019年）[38]
- 『月の獣』（2019年）[39]
- 『殺意 ストリップショウ』（2020年）[40]
- 株式会社パルコ『ゲルニカ』（2020年）
- 『Op.110 ベートーヴェン「不滅の恋人」への手紙』（2020年）[41]
- 『フェードル』（2021年）[42]
- こまつ座第135回公演 『日本人のへそ』（2021年）[43]
- 新国立劇場演劇研修所公演 朗読劇『少年口伝隊一九四五』（2021年）[44]
- こまつ座第139回公演『雨』（2021年）[45]
- 新国立劇場 2021/2022 シーズンオペラ G. プッチーニ『蝶々夫人』（2021年）[46]
- パルコ・プロデュース2021『ザ・ドクター』（2021年）[47]
- 『彼女を笑う人がいても』（2021年）[48]
- ホリプロ『hana-1970、コザが燃えた日-』（2022年）[49]
- 『ピアフ』（2022年）[50]
- こまつ座 第141回公演『貧乏物語』（2022年）[51]
- 『恭しき娼婦』（2022年）[52]
- こまつ座 第143回公演『頭痛肩こり樋口一葉』（2022年）[53]
- パルコ・プロデュース2022『凍える』（2022年）[54]
- 『夏の砂の上』（2022年）[55]
- シス・カンパニー『ケンジトシ』（2023年）[56]
- こまつ座 40周年 こまつ座 第146回公演「きらめく星座」[57]
- 日生劇場開場60周年記念公演 NISSAY OPERA 2023『メデア』（2023年）[58]
- こまつ座 第147回公演『闇に咲く花』（2023年）

- ホリプロ『スリル・ミー 』（2023年）[59]
- PARCO劇場『海をゆく者』（2023年）[60]
- 『ロスメルスホルム』（2023年）[61]
- こまつ座 第149回公演『夢の泪』（2024年）[62]
- PARCO PRODUCE 2024 舞台『オーランド』（2024年）[63]
- 井上ひさし生誕90年第2弾 こまつ座 第150回公演『母と暮せば』（2024年）[64]
- ミュージカル『ファンレター』（2024年）[65]
- こまつ座 第152回公演『太鼓たたいて笛ふいて』（2024年）[66]
- 『血の婚礼』（2024年）[67]
- こまつ座 第153回公演『フロイス -その死、書き残さず-』（2024年）[68]
- パルコ・プロデュース 2025『星の降る時』（2024年）[69]
- ミュージカル『ブラック・ジャック』（2025年）[70]
- 『明日を落としても』（2025年）[71]
- 『デスノート THE MUSICAL』（2025年）[72]

## 著書
- 『演出家の仕事』（岩波新書 2007年）